# Salvatore Palazzolo

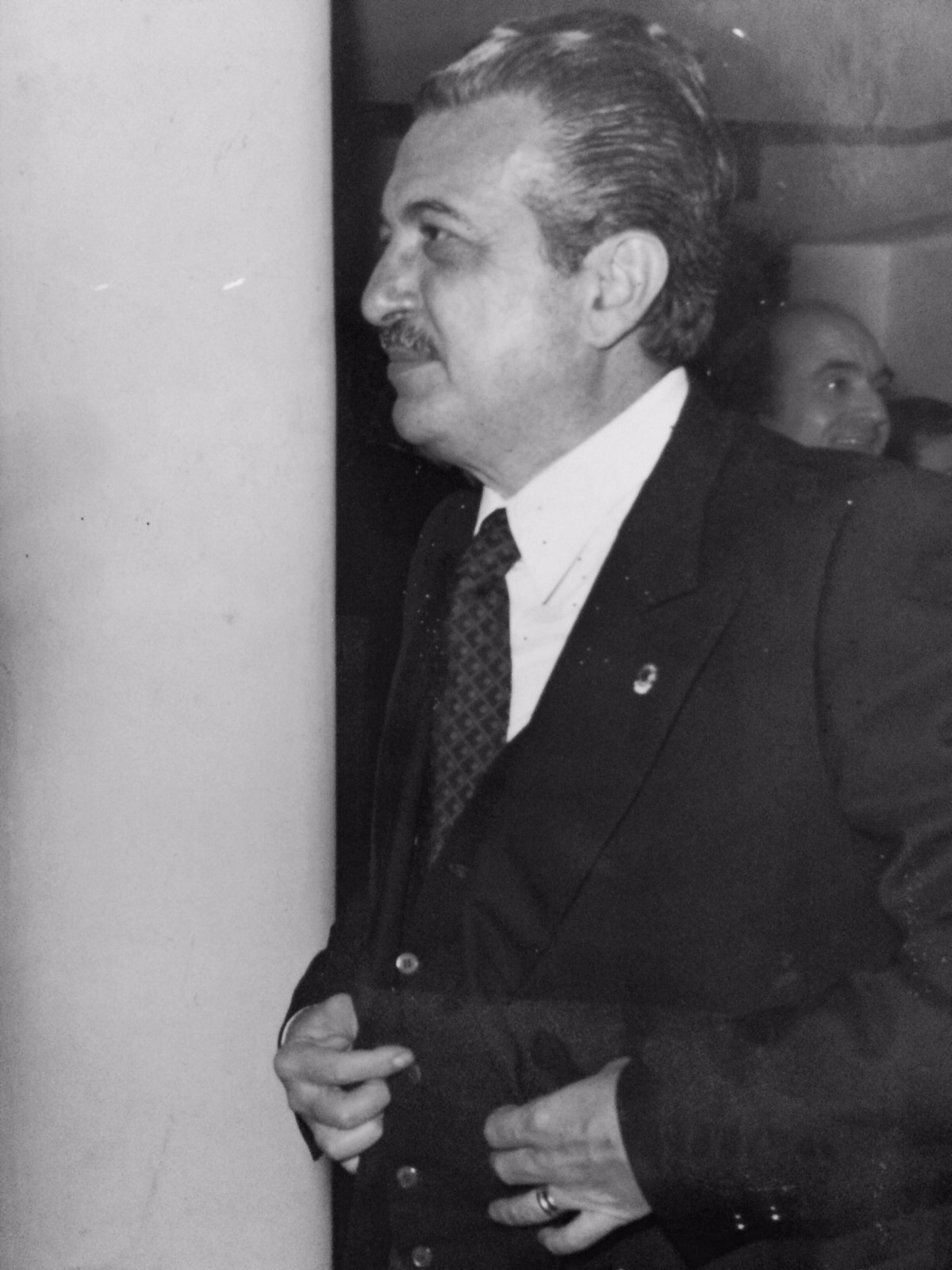
Salvatore Palazzolo

Salvatore Palazzolo (Palermo, 21 dicembre 1923 – Roma, 10 novembre 2000) è stato un giurista italiano.

## Biografia
Palazzolo si laurea in Giurisprudenza a Palermo nel 1944 col voto di 110/110 e lode. Nel 1947, vinto il concorso, entra in magistratura, svolgendo funzioni di merito e legittimità, in materia civile (prevalentemente) e penale.
Ricopre gli uffici di Pretore, Sostituto Procuratore della repubblica, Giudice di Tribunale.
Superati i concorsi speciali per esami, è nominato Consigliere di Corte d'Appello e Consigliere applicato della Corte di Cassazione.
Nel 1969, unico vincitore del concorso per esami, viene nominato Consigliere titolare di Corte di Cassazione.
Svolge funzioni di merito quale Presidente di sezione di Corte d'Appello, Presidente di Corte d'Assise d'Appello e Presidente di corte d'Appello e di legittimità quale Presidente di sezione di Cassazione.
Nel 1987 è nominato Presidente del Tribunale Superiore delle acque pubbliche.
Nel dicembre 1995 lascia il servizio, per raggiunti limiti di età, con il titolo di Primo Presidente Onorario della Corte Suprema di Cassazione.
Nel 1996 viene insignito del titolo di Cavaliere di Gran Croce dell'Ordine al merito della Repubblica Italiana.
Non si può inoltre non citare il Toti Palazzolo poeta, le cui poesie sono raccolte in due volumi, Il Prato pubblicato nel 1977 da U. Manfredi, Editore e La Bugia pubblicato nel 1999 da Antonio Pellicani Editore.
La Sua, a non tutti nota, immagine di poeta non è affatto disgiunta da quella del giurista e filosofo: tutte sono anzi intimamente connesse quali espressioni univoche di una intensa vita speculativa.
(Carlo Bo)

## Attività accademica
Nel 1945 è nominato assistente alla cattedra di Filosofia del diritto presso l'Università degli studi di Palermo, carica mantenuta per circa un trentennio.
Dal 1958 è docente presso l'Istituto superiore di giornalismo (Palermo).
Professore a contratto presso la LUISS di Teoria generale del Diritto dal 1987 al 1989 e di Diritto processuale amministrativo dal 1989 al 1997.
È titolare della cattedra di Teoria generale del Diritto presso l'Università degli studi di Urbino. 
È autore di numerose pubblicazioni e lascia incompiuti altri lavori, fra i quali i lineamenti di Teoria generale, sua opera maxima.
Nel 2001 l'Università degli studi di Palermo ha istituito in onore di Salvatore Palazzolo un premio di laurea a favore dei giovani laureati. 
Presso l'aula Magna di Palazzo Chiaramonte-Steri è stata ricordata la figura del giurista palermitano, nel corso di un seminario al quale hanno preso parte, illustrando alcuni momenti significativi della sua attività di studioso, il Rettore Giuseppe Silvesti e professori Matteo Marrone, Giovanni Tranchina e Francesco Viola.